# キャーズム・オルバイ

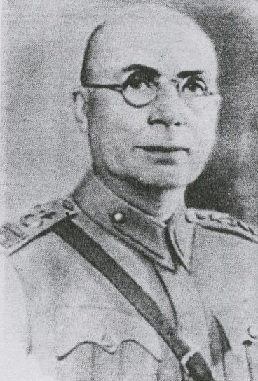
キャーズム・オルバイ

メフメット・キャーズム・オルバイ（Mehmet Kâzım Orbay, 1887年3月11日–1964年6月3日）は、オスマン帝国およびトルコの軍人。1944年から1946年まで、第3代トルコ共和国参謀総長を務めた。最終階級は、「オルゲネラル」 (Orgeneral、大将)。エンヴェル・パシャの義弟。

## 経歴
オスマン帝国のイズミルに生まれる。1904年12月11日、陸軍工科学校を砲兵科首席で卒業し砲兵少尉に任官した。1907年10月5日、陸軍大学を卒業し、参謀大尉となる。1908年から1909年にかけての一年間、ドイツ帝国に留学し、砲兵および歩兵射撃の授業を受けた。バルカン戦争に従軍。軍事省首席副官となり、第一次世界大戦中はエンヴェル・パシャの側近となった。1915年にはニーダーマイヤー・ヘンティッヒ使節団の一員としてアフガニスタンに赴き、大守ハビーブッラー・ハーンに対し、オスマン帝国スルタンメフメト5世がジハードを宣言したと伝え、イギリスとの断交と中央同盟国側での参戦を促した。
大戦の敗北後、アナトリア半島でのトルコ革命に参加し、1920年から1922年まで東部戦線参謀長として東部アナトリアで戦い、国防省陸軍局長を務めた後、西部戦線のドゥムルプナルの戦いに第三カフカス師団長として従軍した。ドゥムルプナル戦勝後の8月31日に「ミールリヴァー」に、1926年8月30日に「フェリク」に昇進した。1929年1月4日から2月7日まで、アフガニスタン王国で任務についた。1930年7月20日に、ジャンダルマ総司令官に任命され、1935年8月24日に第三軍監察官 (平時の司令官職名)に任命され、同30日に「オルゲネラル」(大将)に昇進した。1943年2月15日、最高軍事評議会のメンバーとなった後、同年12月1日に参謀本部参謀次官に任命された。さらに、1944年7月29日、退役したフェヴズィ・チャクマク元帥の跡を継いで第3代トルコ共和国参謀総長に就任したが、1946年に同職を辞任し、再び最高軍事評議会のメンバーを務めた後、1950年7月6日に退役した。
1960年に一部将校がクーデターを起こして政権を掌握した際（en:1960 Turkish coup d'état）、オルバイは上院議員に選出され、1961年にはトルコ大国民議会議長を務めた。アンカラで胃ガンのため死去し、イスタンブールのズィンジルリクユ墓地に埋葬された。遺体はのちにトルコ国家墓地に改葬された。

## 家族
妻はエンヴェル・パシャの妹メディハ・ハヌムで、一男(ハシメト・オルバイ)をもうけた。1945年10月、息子が医師を殺害し「アンカラ殺人事件」として耳目を集め、同事件の揉み消しに関与したとされるアンカラ県知事ネヴザート・タンドーアンの変死事件 (自殺とされた)などとともに、政治スキャンダルに発展し、一党独裁の与党共和人民党への国民の支持を失わせる一因になった。